# Surat (Australia)
Surat – miasto w Australii, w stanie Queensland.